# Pirmasens
Pirmasens este un oraș în landul Renania-Palatinat, Germania. 

## Etimologie
Numele orașului provine de la cel al călugărului Pirmin (în latină Pirminius), care a întemeiat în sec. al VIII-lea mănăstirea din Hornbach.

Pirmasens
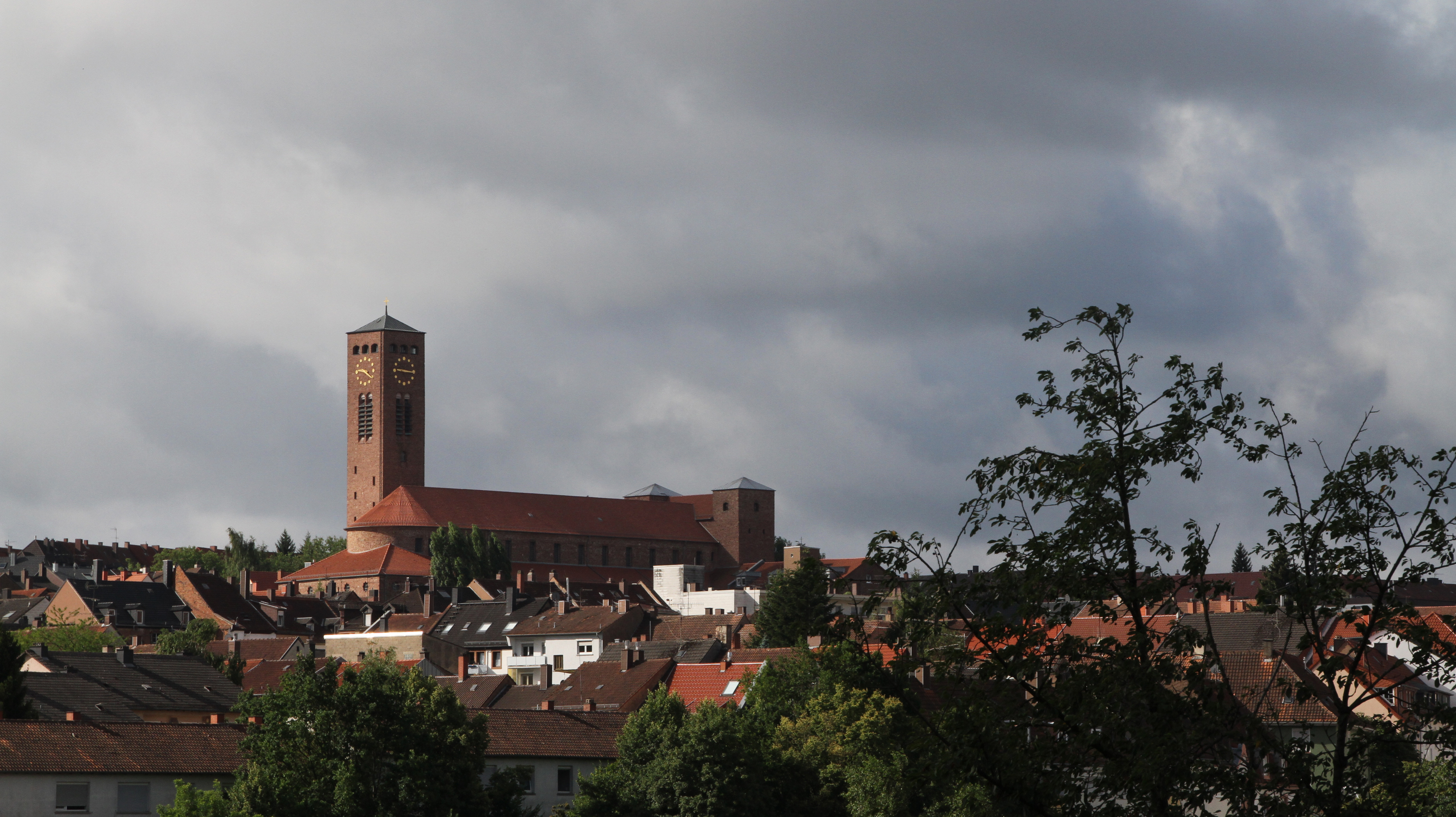
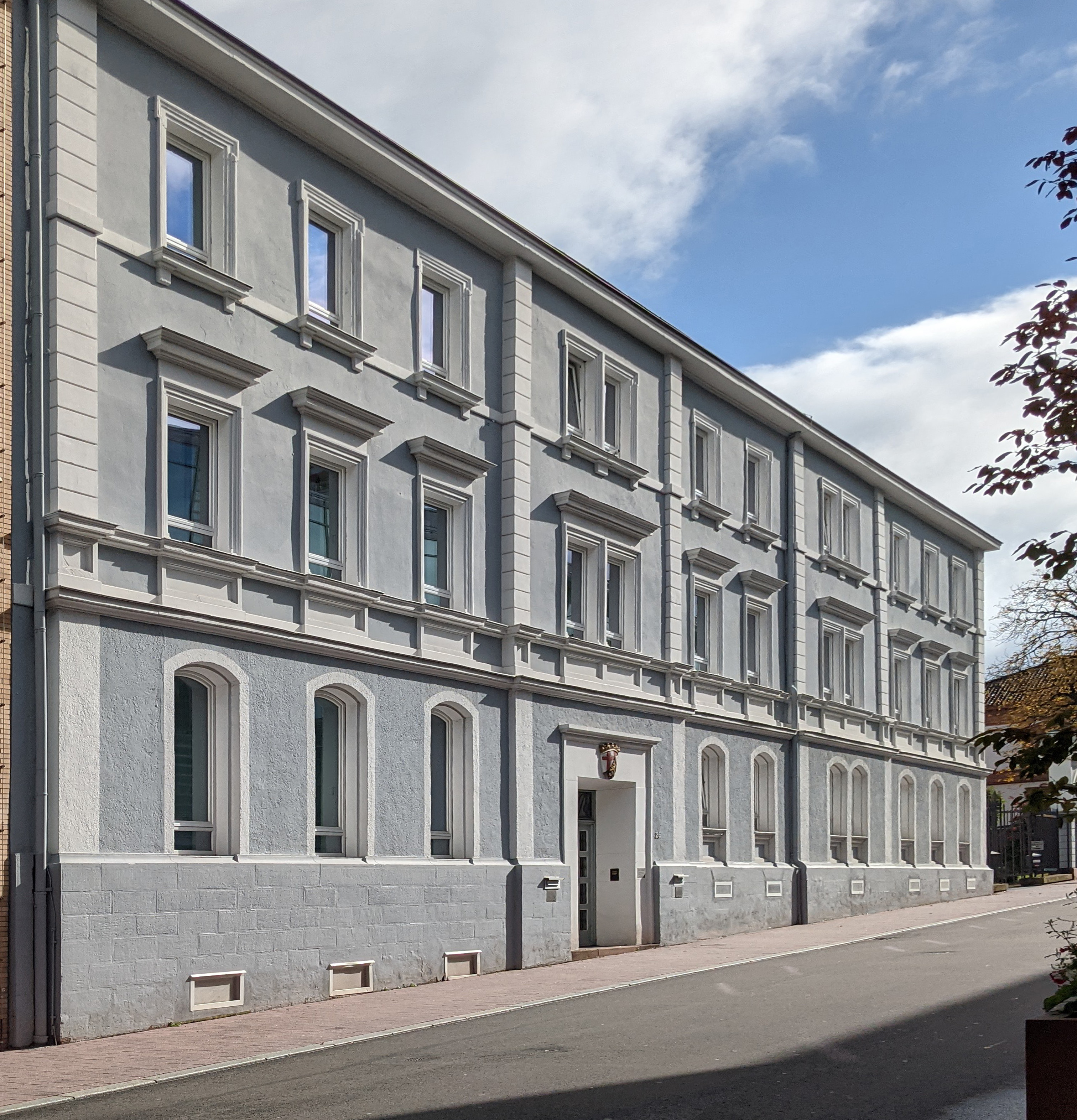
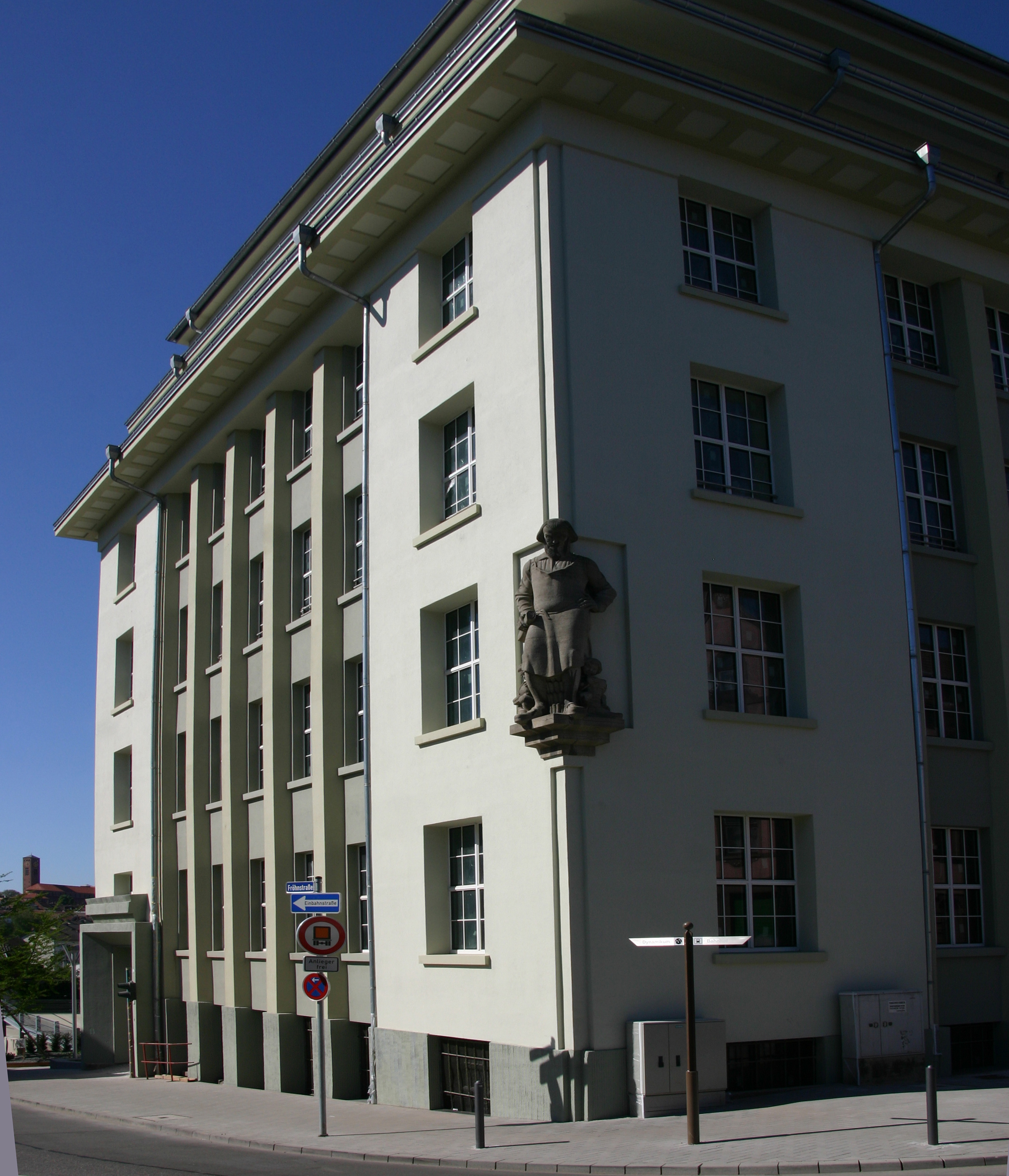
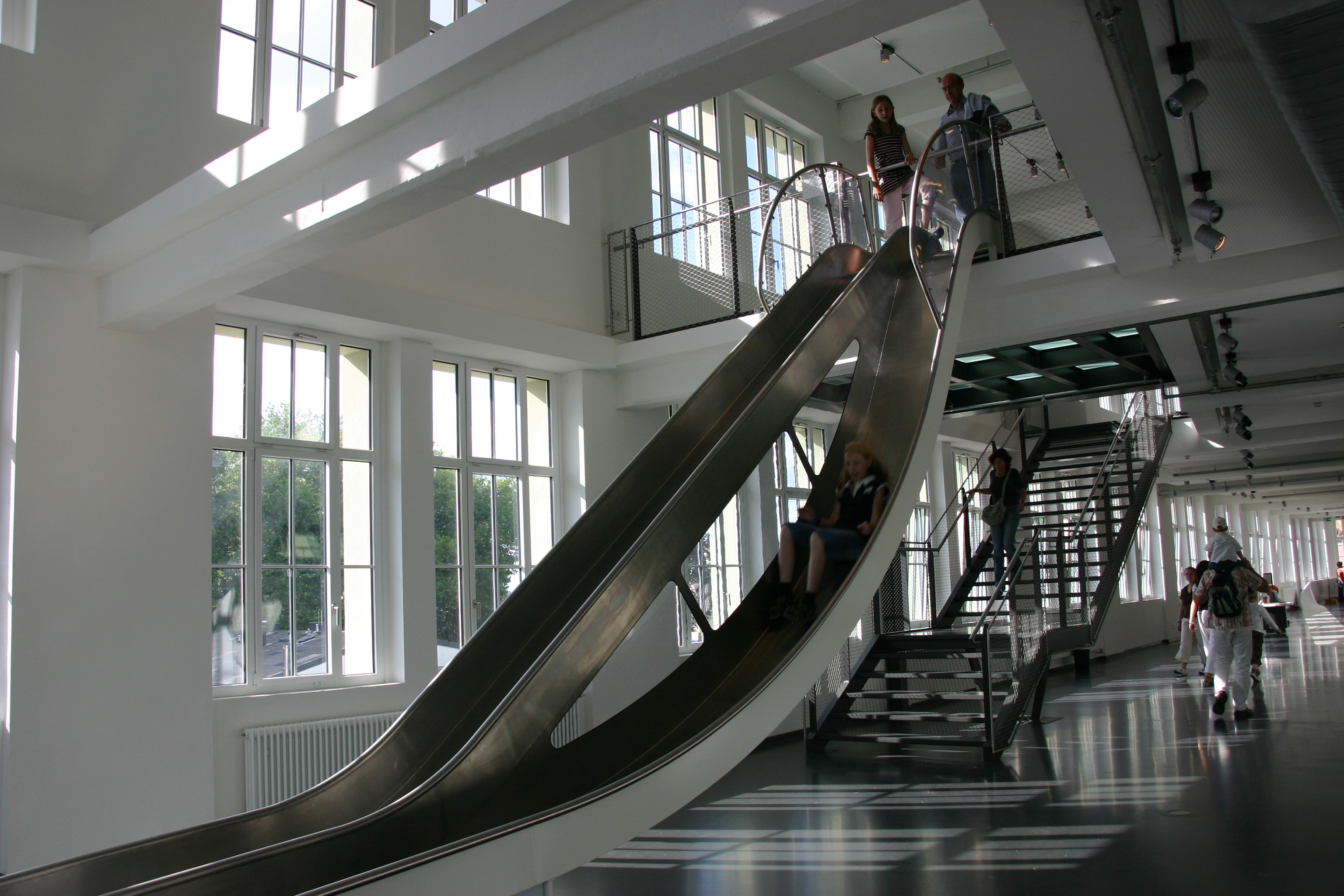
Dynamikum
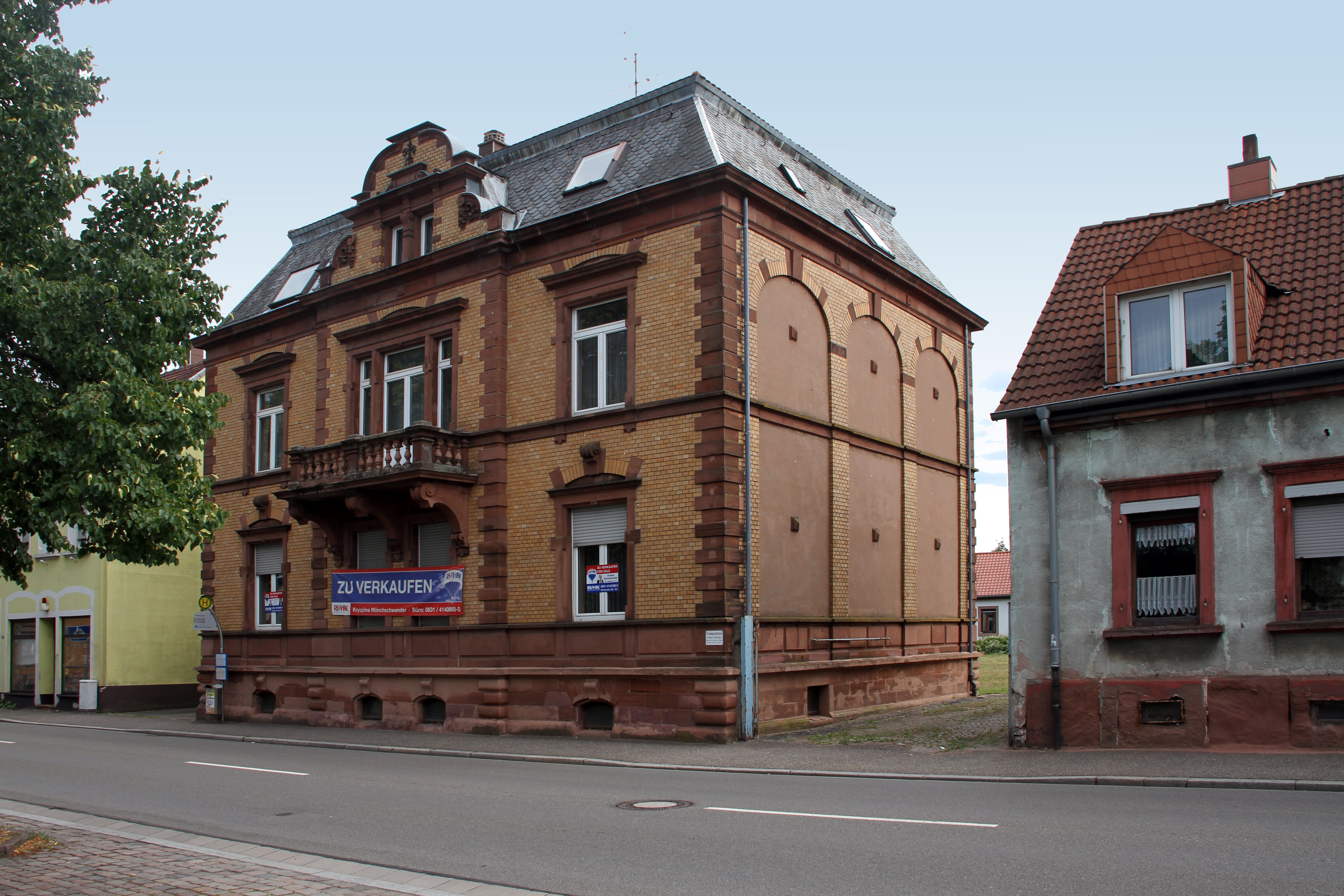
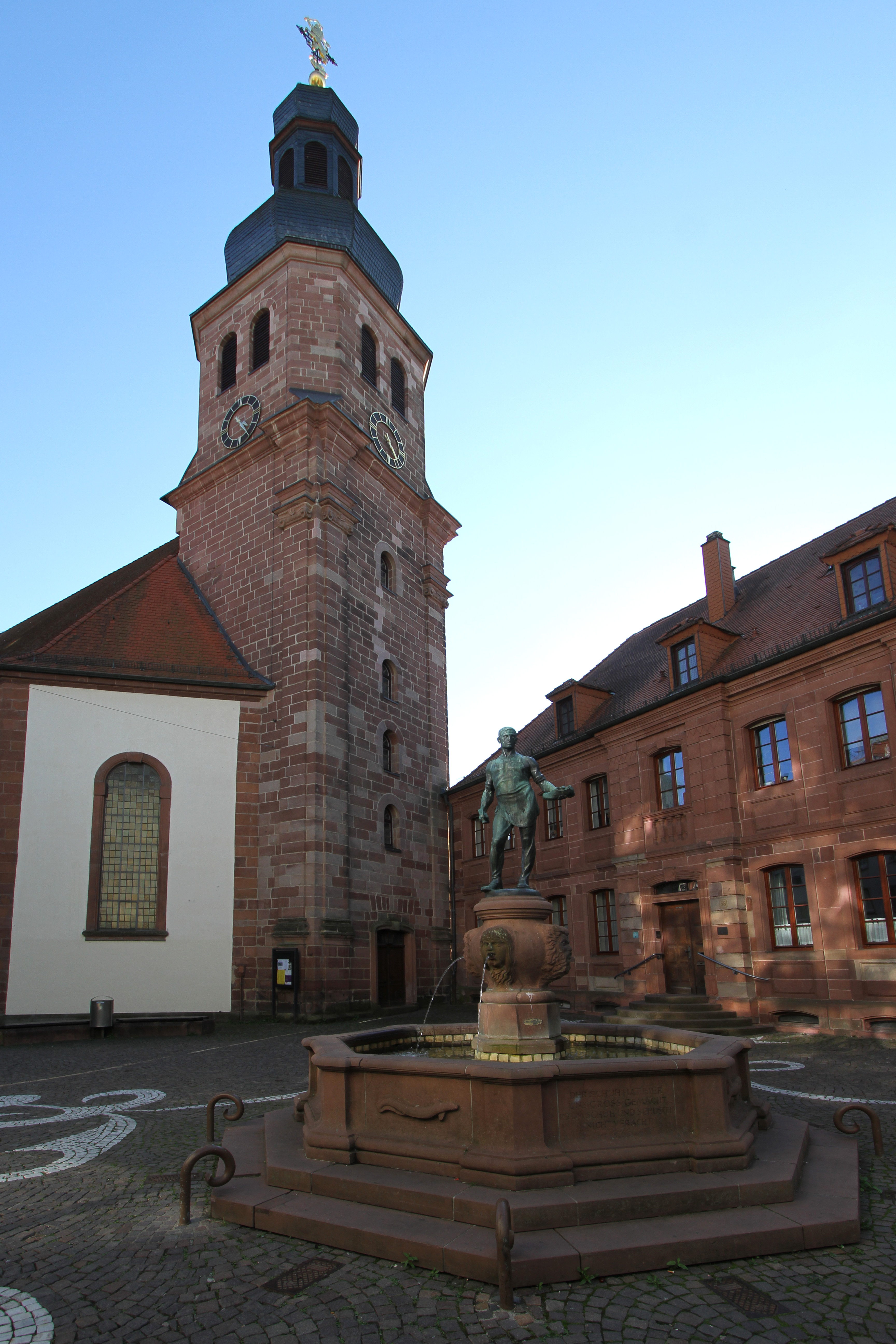
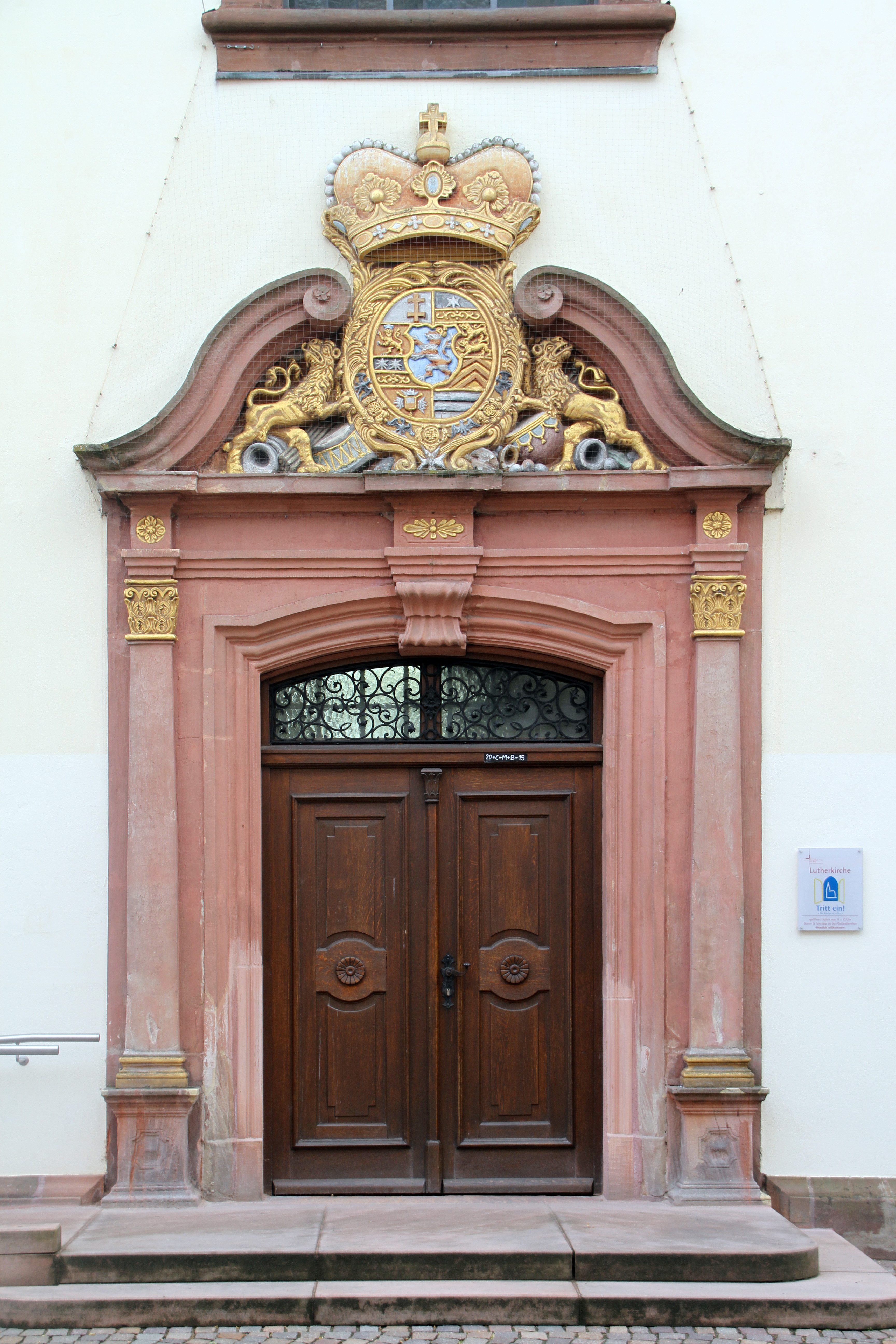
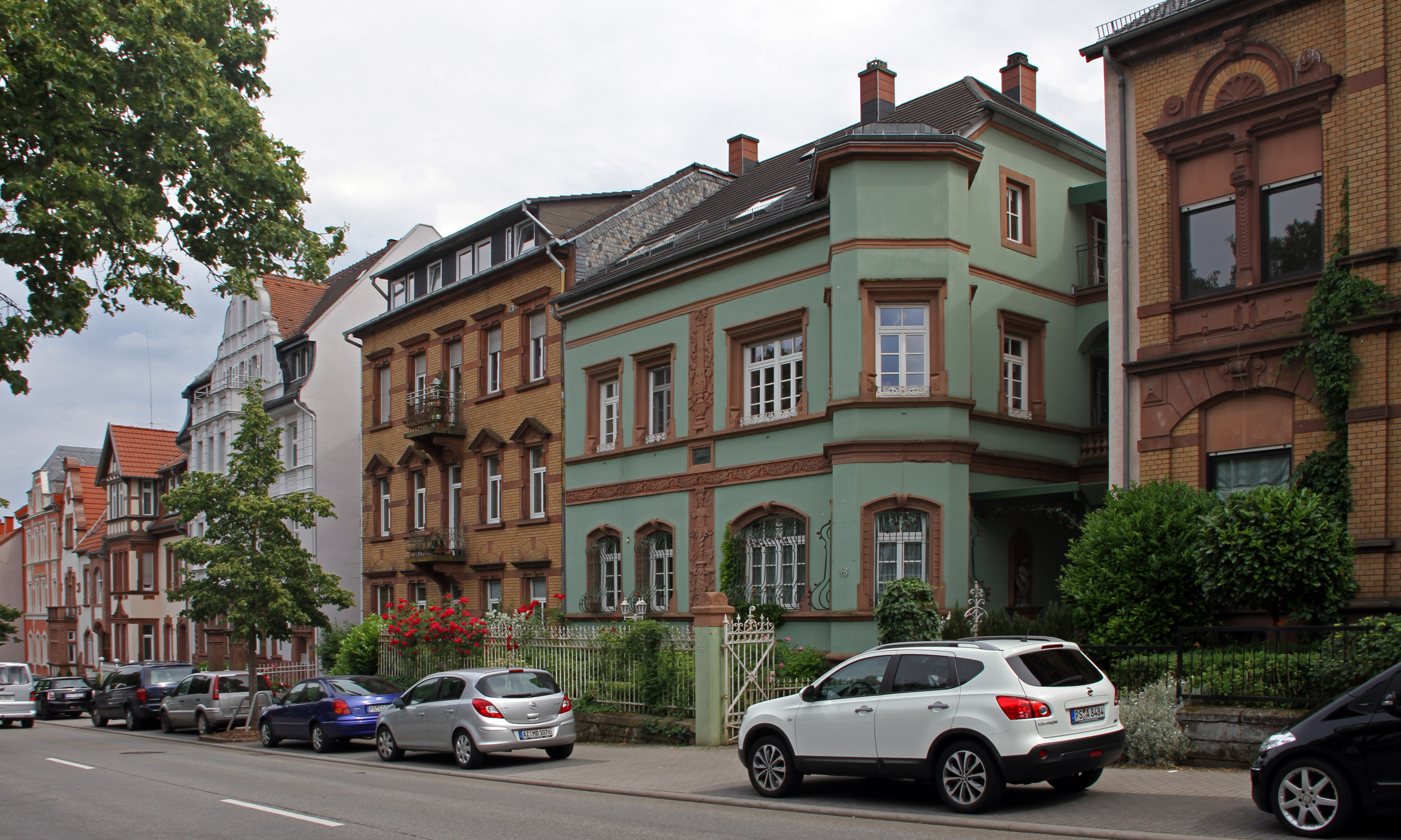
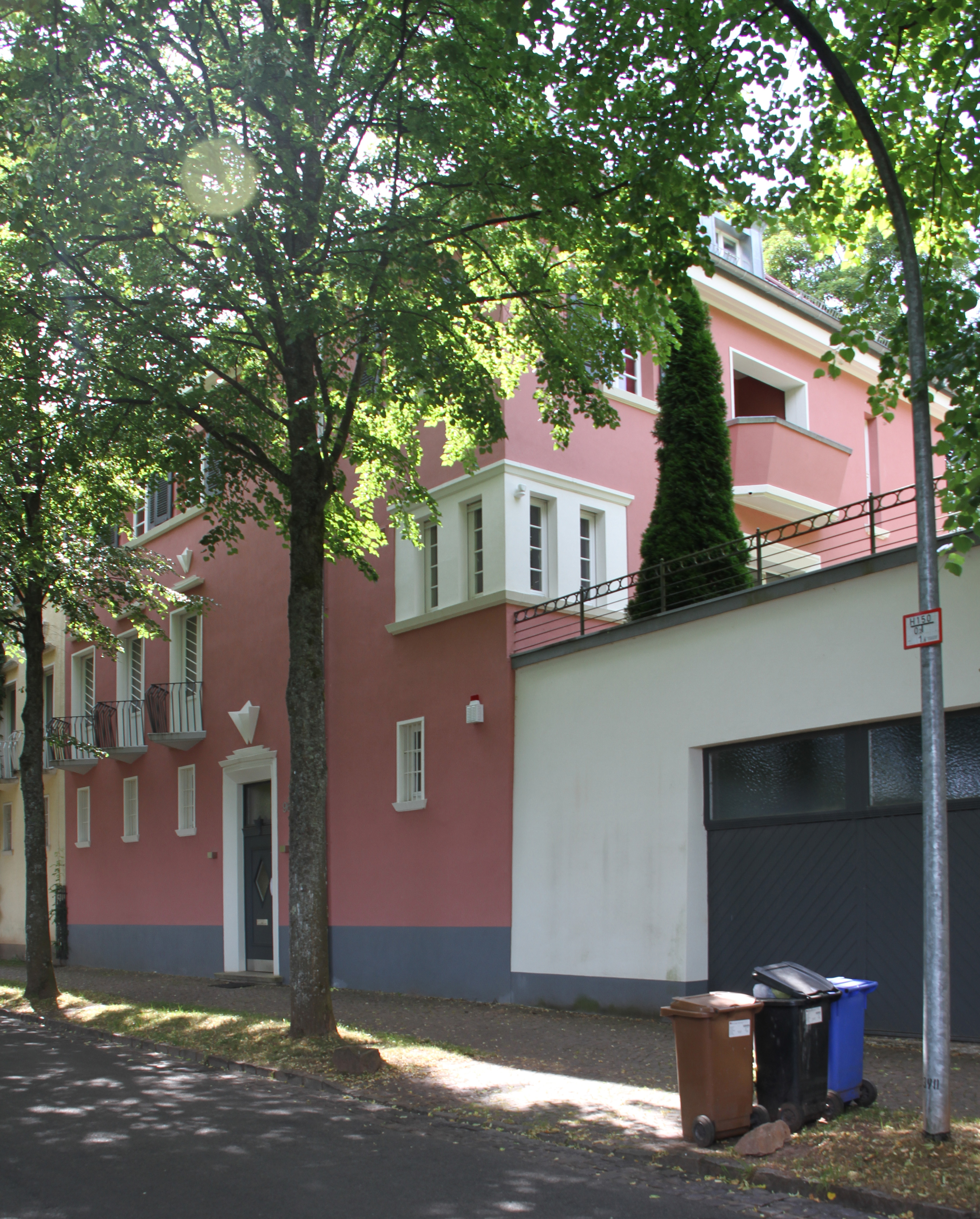
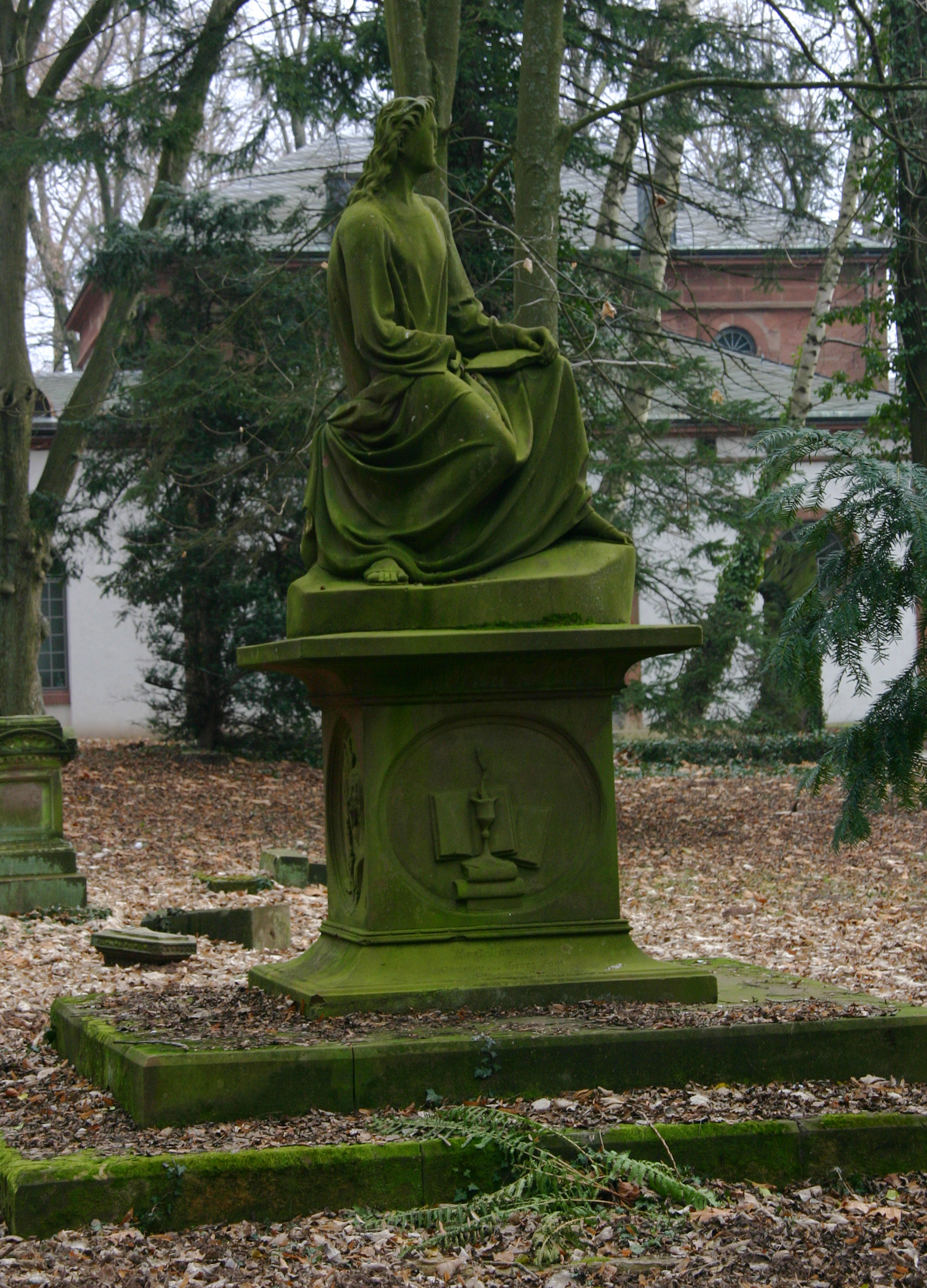